# Washington Bartlett

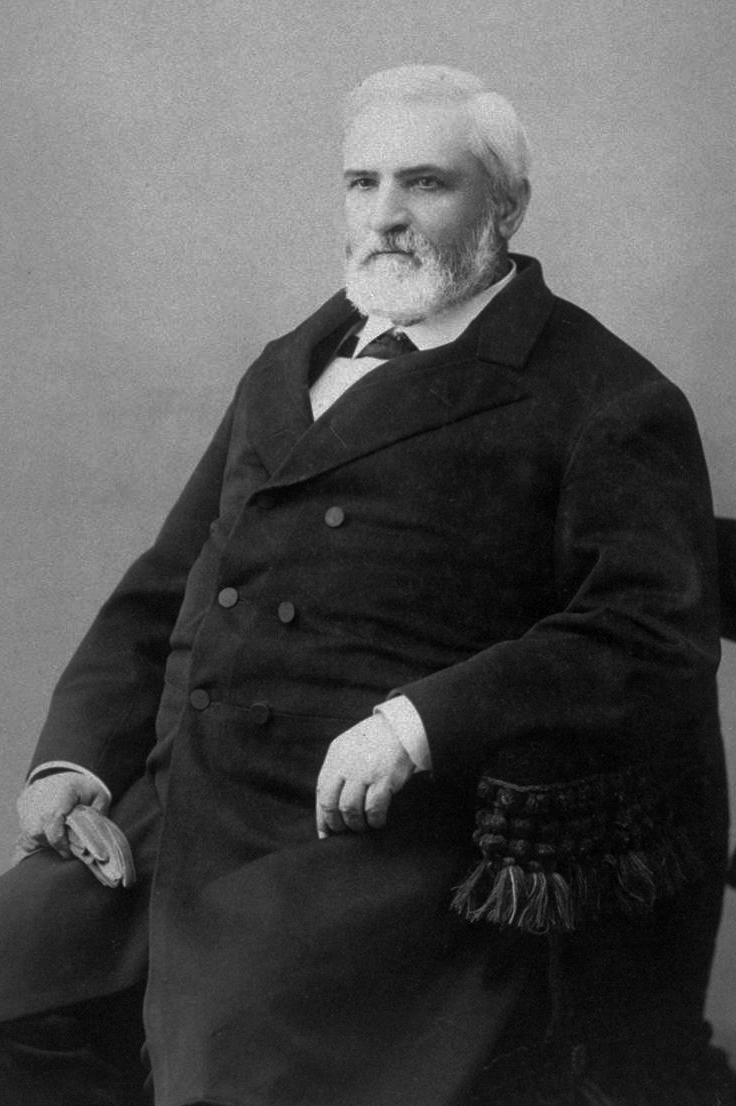
Washington Bartlett

Washington Bartlett (* 29. Februar 1824 in Savannah, Georgia; † 12. September 1887 in Oakland, Kalifornien) war ein US-amerikanischer Politiker und der 16. Gouverneur von Kalifornien.

## Werdegang
Der 1824 in Savannah geborene Bartlett blieb sein Leben lang Junggeselle. Er machte eine Lehre im Druckereigewerbe und zog 1849 nach Kalifornien. Dort ließ er sich in San Francisco nieder, wo er Jura studierte und auch als Rechtsanwalt praktizierte.
Politisch wurde er Mitglied der Demokratischen Partei. In den Jahren 1859, 1861 und 1867 war er in der Verwaltung des San Francisco County angestellt. Zwischenzeitlich arbeitete er auch in der Hafenkommission dieser Stadt und er gab eine lokale Zeitung heraus. Von 1873 bis 1877 gehörte er dem Senat von Kalifornien an; zwischen 1882 und 1886 war er Bürgermeister von San Francisco.
Im Jahr 1886 wurde er zum Gouverneur von Kalifornien gewählt. Dieses Amt trat er am 8. Januar 1887 an. In seiner kurzen Amtszeit wurde ein Bewässerungsgesetz verabschiedet und der University of California wurde eine größere Unabhängigkeit von der Legislative zugestanden. Am 23. August 1887 erlitt der Gouverneur einen Schlaganfall, an dessen Folgen er am 12. September starb. Infolge seiner kurzen Amtszeit konnte er politisch keine großen Akzente setzen.